# Перемозька сільська рада (Глухівський район)
Перемо́зька сільська́ ра́да — колишній орган місцевого самоврядування у Глухівському районі Сумської області. Адміністративний центр — село Перемога.

## Загальні відомості
- Населення ради: 1 128 осіб (станом на 2001 рік)

## Населені пункти
Сільській раді підпорядковані населені пункти:
- с. Перемога

## Склад ради
Рада складається з 16 депутатів та голови.
- Голова ради: Гапич Віктор Миколайович
- Секретар ради: Талан Валентина Андріївна

### Керівний склад попередніх скликань
| Прізвище, ім'я, по батькові | Основні відомості                                                                                                | Дата обрання | Дата звільнення |
| --------------------------- | --- | ------------ | --------------- |
| Гапич Віктор Миколайович    | Сільський голова, 1974 року народження, освіта середня спеціальна, член Всеукраїнського об'єднання «Батьківщина» | 26.03.2006   | 31.10.2010      |
| Гапич Віктор Миколайович    | Сільський голова, 1974 року народження, освіта середня спеціальна, безпартійний                                  | 31.10.2010   |                 |

Примітка: таблиця складена за даними сайту Верховної Ради України